# Eschenau (Obersulm)
Eschenau ist eine ehemalige Gemeinde und jetziger Ortsteil der Gemeinde Obersulm im Landkreis Heilbronn im nördlichen Baden-Württemberg.

## Geschichte
Eschenau war ein Lehen der Grafen von Löwenstein, als Lehensleute hatten die Herren von Eschenau hier eine Burg, die 1504 zerstört wurde. Ab dem späten 15. Jahrhundert gehörte der Ort den Herren von Gemmingen, die hier 1573 ein Schloss errichteten. 1650 kam der Ort an die Herren von Moser, 1705 an die von Ziegesar und um 1740 an die von Killinger. Diese erlaubten Juden den Zuzug und 1797 den Bau einer kleinen Synagoge. 1805 wurde Eschenau mediatisiert und fiel an das Kurfürstentum Württemberg, welches 1806 zum Königreich erhoben wurde. Seit dem 18. März 1806 war Eschenau dem Oberamt Weinsberg zugeordnet. Am 4. August 1862 erhielt Eschenau mit der Eröffnung der Strecke von Heilbronn nach Hall Anschluss an das Schienennetz der Württembergischen Eisenbahn. Seit dem 1. April 1926 gehörte Eschenau zum Oberamt Heilbronn, welches am 1. Oktober 1938 zum gleichnamigen Landkreis kam.
Am 1. Mai 1972 entstand die neue Gemeinde Obersulm durch den Zusammenschluss der Gemeinden Affaltrach, Eichelberg, Eschenau, Weiler bei Weinsberg und Willsbach. Am 1. Januar 1975 wurde noch Sülzbach eingemeindet.

## Religion
Seit der Reformation ist Eschenau evangelisch geprägt und war bis 1573 eine Filiale von Affaltrach. Nach Jahrhunderten der kirchlichen Selbstständigkeit wurde zum 1. Dezember 2019 von den Kirchengemeinden Affaltrach, Eschenau und Weiler-Eichelberg die Verbundkirchengemeinde Obersulm See im Kirchenbezirk Weinsberg-Neuenstadt der Evangelischen Landeskirche in Württemberg gebildet.

## Wappen
| Wappen Eschenaus | Blasonierung: „In Silber eine bewurzelte grüne Esche.“ |
| Wappen Eschenaus | Wappenbegründung: Das redende Wappen ist erstmals in einem Schultheißenamtssiegel um 1820 nachgewiesen, die Farben wurden 1930 von der Archivdirektion festgelegt. Die verwendete Zeichnung der Esche wurde später von der Archivdirektion als unheraldisch, da zu detailliert, kritisiert. Sie fertigte 1961 einen neuen Entwurf, der nach nochmaliger Überarbeitung 1962 vom Eschenauer Gemeinderat angenommen wurde. |

## Sehenswürdigkeiten

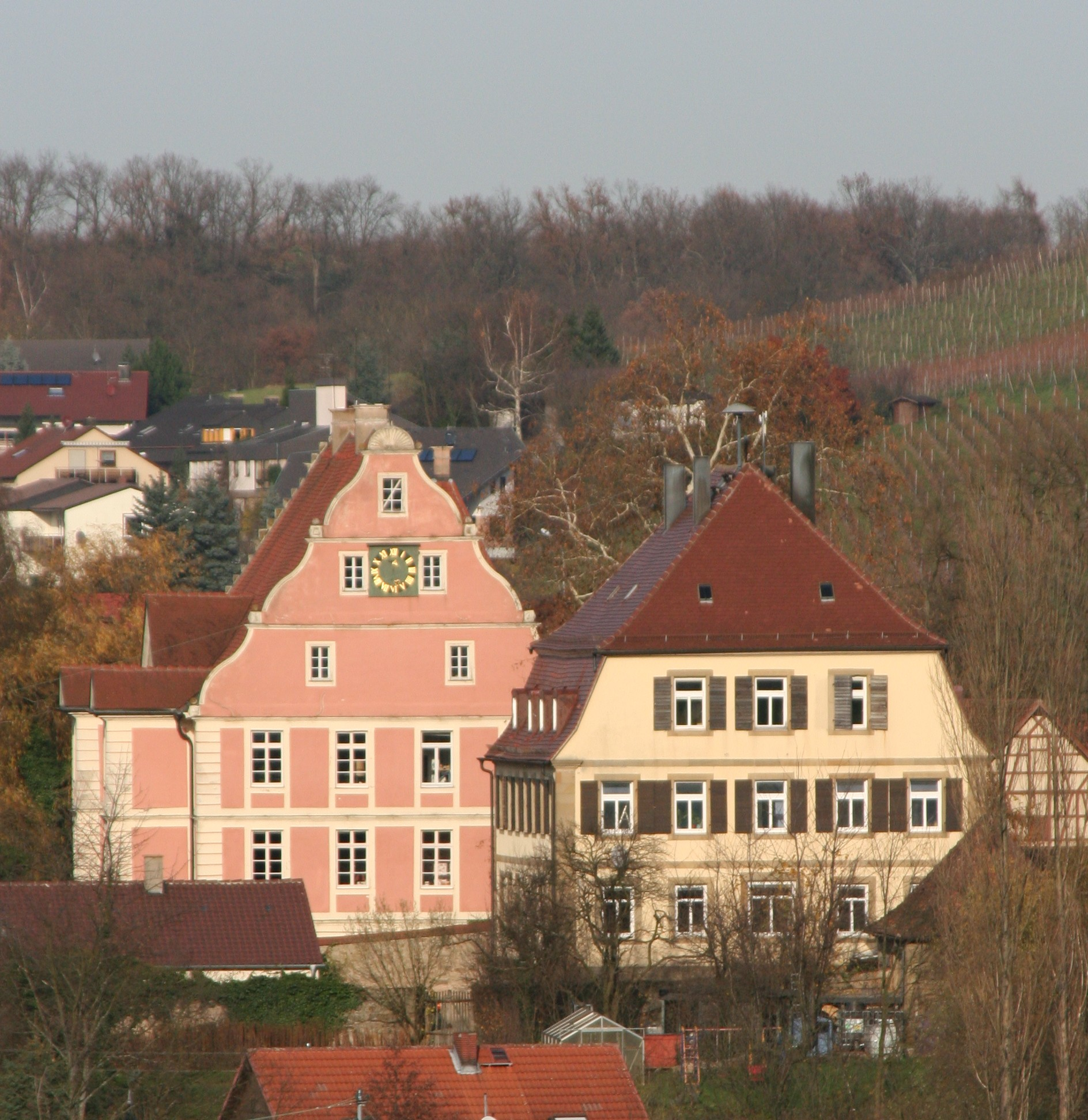
Schloss Eschenau (links), davor das Rathaus

- Schloss Eschenau, erbaut im 16. Jahrhundert. Um 1740 im Besitz von Johann Melchior von Killinger, der das Schloss 1745 nach Entwürfen von Leopoldo Retti unter Leitung von Georg Philipp Wenger umbauen ließ. Im Park des Schlosses befinden sich noch ein Gartenhaus und eine Orangerie. Das Schloss wurde zur Zeit des Nationalsozialismus von der SS als Zwangsaltersheim für Juden genutzt.[8]
- Das Rathaus ist ehemaliges Gemmingensches Amtshaus, das 1649 als Witwensitz erwähnt wurde und seit Renovierung 1890 das alte Rathaus ersetzt.
- Wendelinskirche: Der Sockel des oktogonalen Turmaufbaus ist mittelalterlich, das barocke Kirchenschiff erhielt seine heutige Gestalt im 18. Jahrhundert durch den Baumeister Johann Michael Krauß aus Windsheim, vermutlich nach Plänen von Philippe de la Guêpière, ist jedoch seit der Renovierung durch Architekt Hannes Mayer 1959 wieder schlichter ausgestaltet. 1790 hat die Ortsherrschaft der Freiherren von Killinger unter dem Sockelgeschoss des Turms eine Gruft einrichten lassen, die jedoch nur für wenige Jahrzehnte in der zweiten Hälfte des 18. Jahrhunderts für Beisetzungen genutzt und dann geschlossen, in jüngerer Zeit aber wieder zugänglich gemacht wurde. 2006/08 erhielt der Westgiebel der Kirche eine Sanierung. Aus dem späten 15. Jahrhundert stammen drei farbig gefasste Standfiguren aus Lindenholz: eine Madonna mit Kind sowie die Heiligen Leonhard und Wendelin. Eine ehemals in der Eschenauer Kirche befindliche Hochrelieftafel mit der Legende der hl. Ursula, vermutlich aus dem Schrein eines kleineren Altars um 1500, wurde 1885 an die Stuttgarter Altertümersammlung verkauft und befindet sich heute im Württembergischen Landesmuseum.[9] Rechts an der Chorbogenwand befinden sich die Grabplatten des Ehepaars von Gemmingen-Fürfeld († 1597 und 1601). Das hölzerne Taufbecken von 1706 sowie ein stilistisch übereinstimmender großer Kerzenständer erinnern mit ihrer Farbigkeit und Ornamentik noch an die frühere barocke Ausstattung der Kirche. Die Orgel wurde 1879 von Karl Schäfer erbaut.[10]
- Außerdem sind zwei Keltern um 1600 und das barocke Gasthaus zum Ochsen (1788) in der Ortsmitte erwähnenswert.
- Das Alte Rathaus von 1546 an der Schlossmauer sowie die Alte Synagoge von 1797 wurden zu Wohngebäuden umgebaut. Ein historischer Klosterhof des Klosters Lichtenstern wurde inzwischen abgerissen.
- In die Friedhofsmauer sind historische Epitaphen der Ortsherrschaft (Freiherren von Ziegesar) eingelassen, außerdem befinden sich dort Grabmale der von Üxküll-Gyllenband.
- Südöstlich von Eschenau, mitten im Wald direkt an der Gemarkungsgrenze zu Bretzfeld, befindet sich der 1851 von Albert von Hügel angelegte Waldhof.

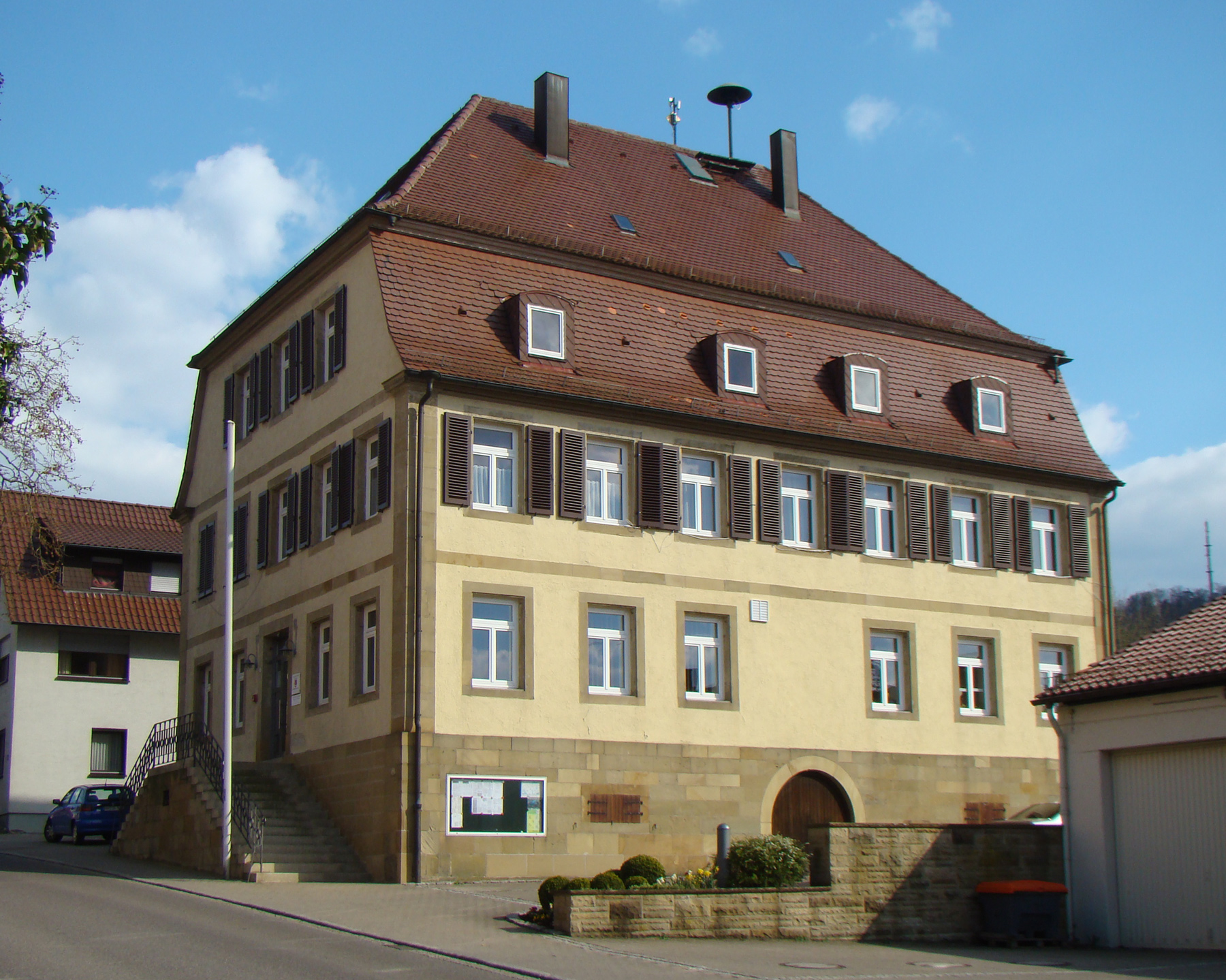
Rathaus
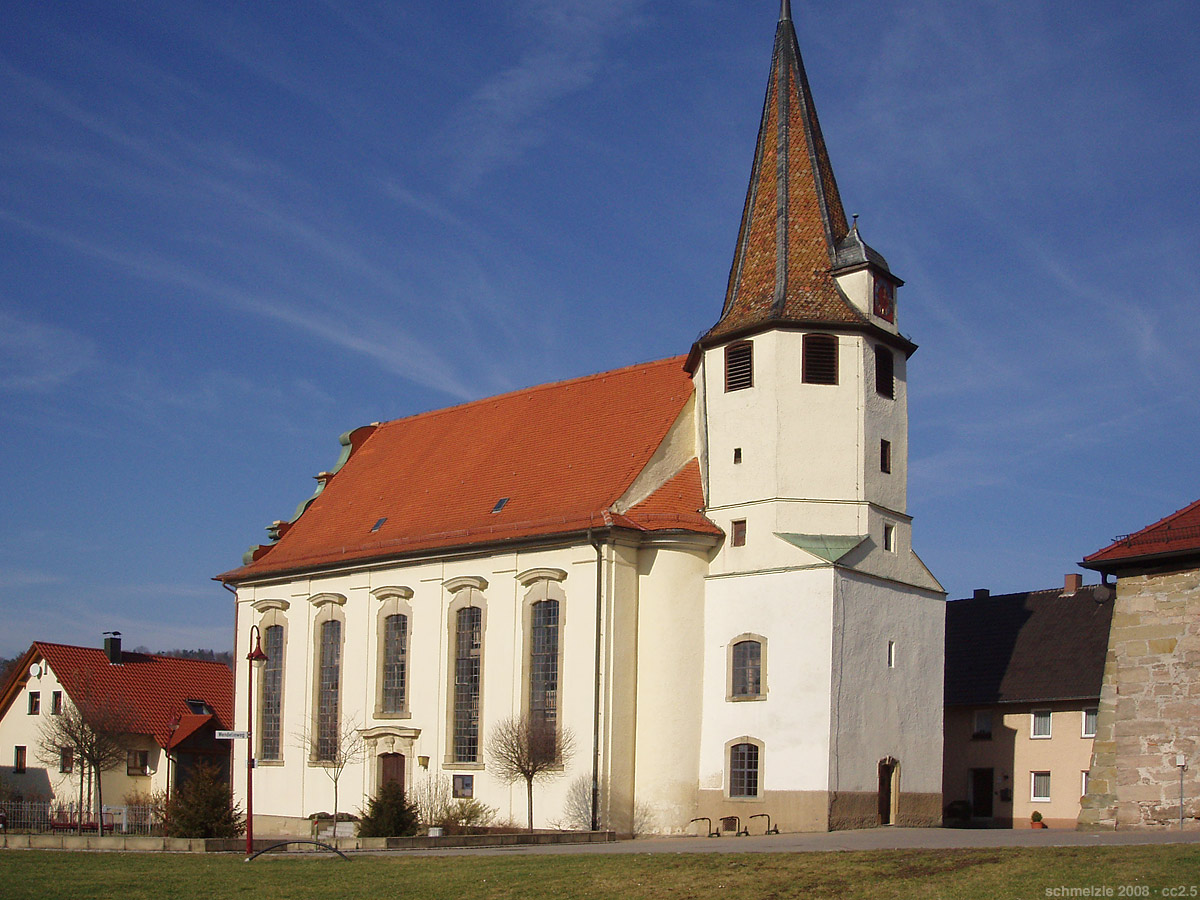
Wendelinskirche
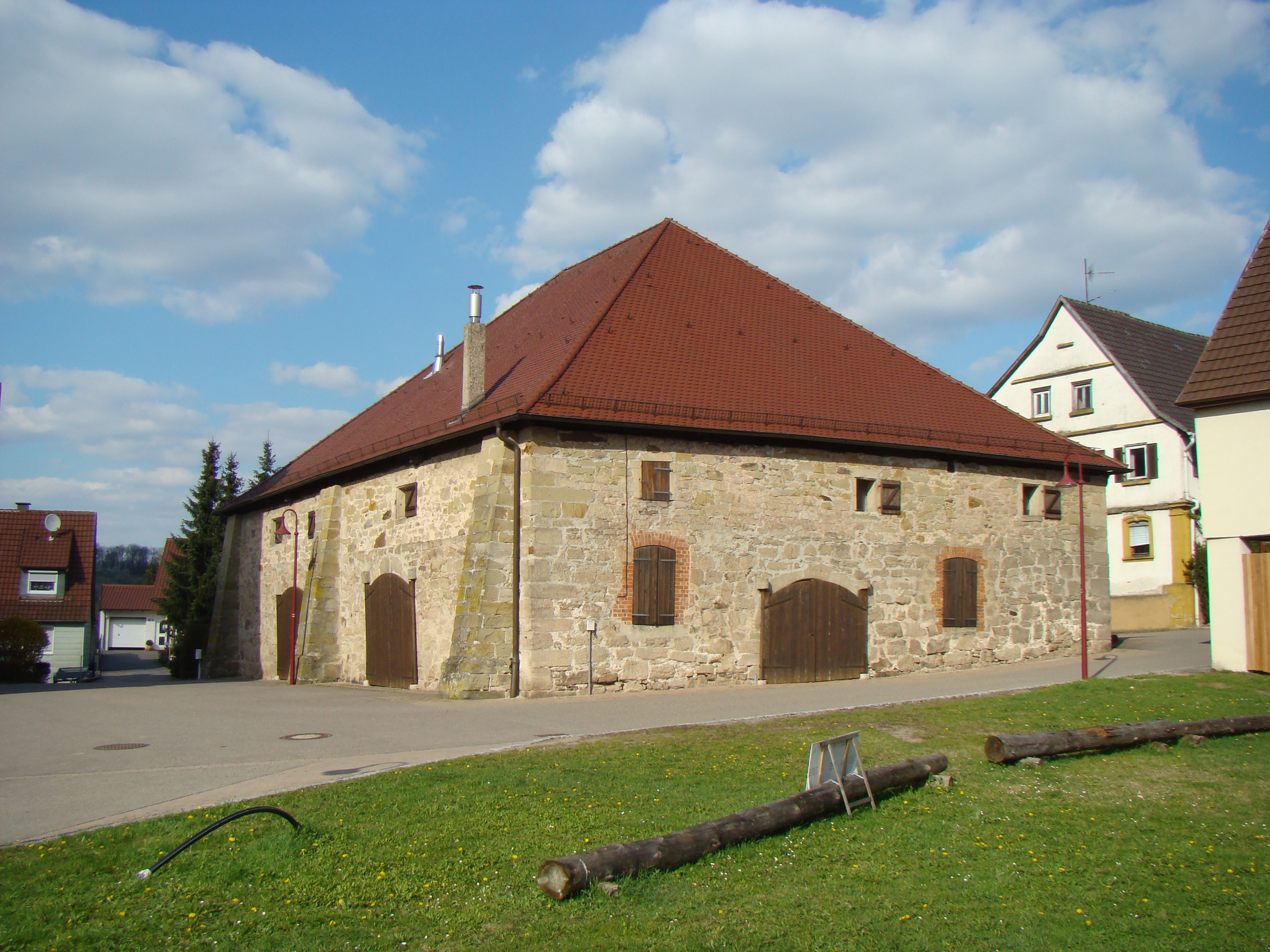
Kelter von 1579
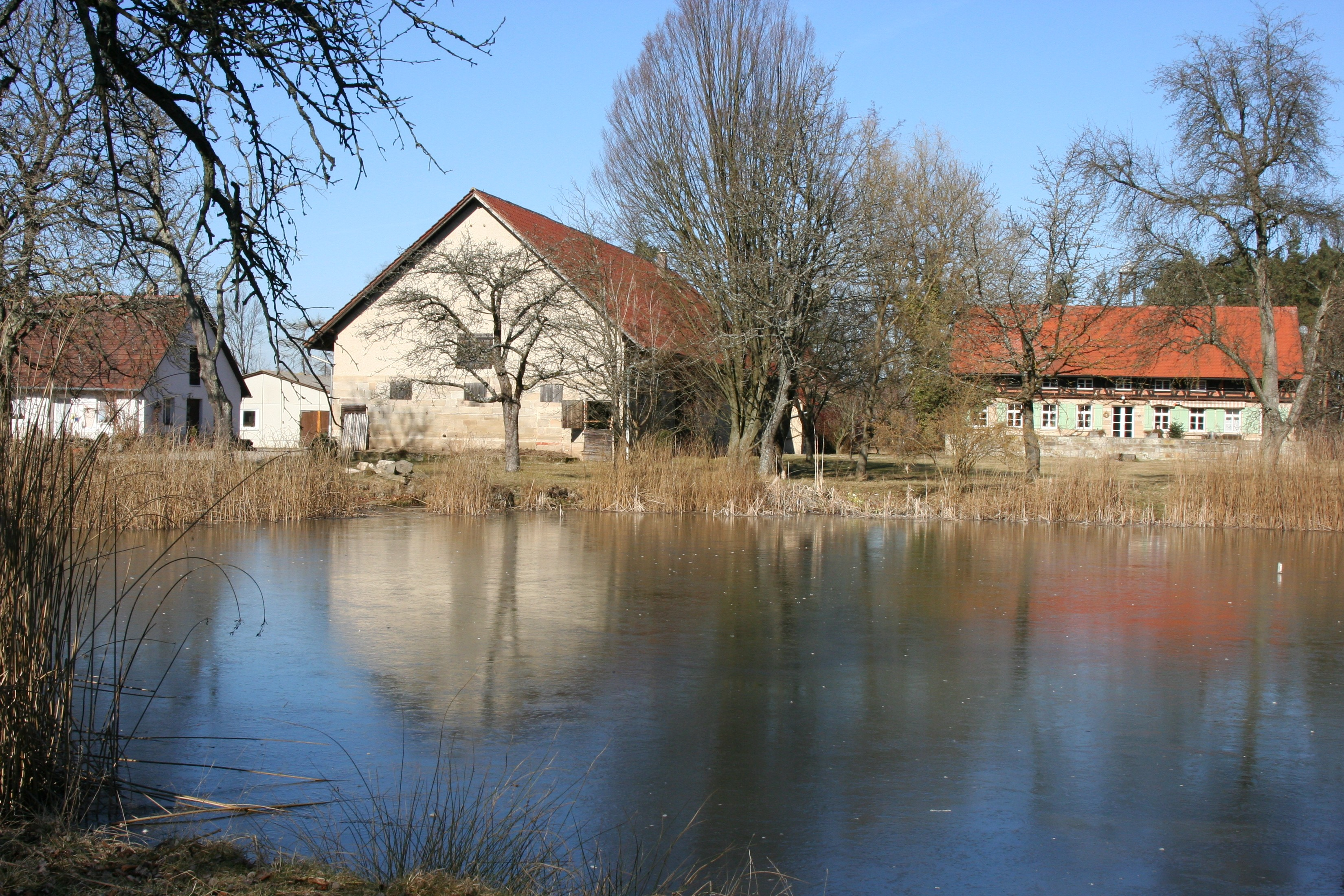
Waldhof

## Persönlichkeiten
- Wilhelm Meyder (1841–1927), von 1875 bis 1893 Eschenauer Schultheiß, 1890 bis 1895 Abgeordneter
- Alfred Schöffler (1929–2017), in Eschenau geboren, Politiker (SPD) und Mitglied des Landtages von Baden-Württemberg